# Piriqueta mesoamericana
Piriqueta mesoamericana är en passionsblomsväxtart som beskrevs av M.M. Arbo. Piriqueta mesoamericana ingår i släktet Piriqueta och familjen passionsblomsväxter. Inga underarter finns listade i Catalogue of Life.